# مارك كيويتو
مارك كيويتو (بالإنجليزية: Mark Cueto)‏ هو لاعب اتحاد الرغبي بريطاني، ولد في 26 ديسمبر 1979 في Workington ‏ في المملكة المتحدة.

## وصلات خارجية
- مارك كيويتو على موقع دوري الرغبي الممتاز (الإنجليزية)
- مارك كيويتو على موقع سلسلة سباعيات الرغبي العالمية - رجال (الإنجليزية)
- مارك كيويتو عل موقع إسبنسكروم (الإنجليزية)
- مارك كيويتو على موقع ItsRugby.co.uk (الإنجليزية)